# 종성군
| Daedongyeojido (Gyujanggak) 01-06.jpg |
| Daedongyeojido (Gyujanggak) 02-02.jpg |

종성군(鍾城郡)은 함경북도의 옛 군이다. 광복 당시에는 면적 1,122.69km2에 6개 면으로 구성되어 있었다. 1974년에 북한에서 행정구역을 개편하면서 종성군을 폐지하고 북부 지역은 온성군에 동부 지역은 경원군에 그리고 남부 지역은 회령시에 나누어 편입시켰다.

## 지리
광복 당시 면적은 1,122.69km2였으며 동쪽은 경원군과 접하고 북쪽은 온성군과 접했으며 남쪽은 경흥군, 부령군, 회령시와 접하고 있다. 서쪽은 두만강을 경계로 중국 길림성 연변조선족자치주와 접하고 있다. 종성군은 함경산맥이 횡단하고 있어 낮고 평평한 평야는 거의 없고 대부분 산악 지대를 이룬다. 고연두산(高煙頭山, 841m)·방원령(防垣嶺, 948m)·굴산(屈山, 992m) 등의 산지가 솟아 있고, 서풍천(西豊川)·동관천(潼關川)·오룡천(五龍川) 등의 하천은 북류하여 두만강으로 유입한다. 행영면에서 동류하는 오룡천과 화방면에서 북류하는 방산천(方山川)은 용계면에서 합류하여 경원군을 거쳐 두만강으로 유입하는데, 이들 하천이 합류하는 봉산동과 박이산동 일대는 군내에서 가장 넓은 분지를 이룬다. 지질은 평안계의 홍점통(紅店統)과 제3기층으로 되어 있으며, 일부 지역에 중생대의 화강암이 점재(點在)한다. 토양은 부식의 함량이 많은 양토질로서 비교적 비옥하다. 우리 나라의 최고위도 지방에 위치하고 있어 대륙성 기후를 나타내며, 연 평균 기온 5°C, 1월 평균 기온 -13.4°C, 8월 평균 기온 22. 9°C, 연 강수량 508.7mm이다. 서리는 9월 하순부터 시작하여 이듬해 4월 말경까지 내린다.
서울특별시에서 함경북도 종성군까지 직선거리는 약 626km에 해당하는데 이는 서울에서 중국의 심양(약 560km)이나 칭다오(약 614km)보다도 더 먼 거리이고 일본의 나가사키(약 597km)나 히로시마(약 608km)보다도 더 먼 거리이다. 부산광역시에서 함경북도 종성군까지 직선거리는 약 847km로 이는 부산에서 중국 다롄(약 782km)이나 상하이(약 830km)보다도 더 멀며 일본의 교토(약 610km)나 나고야(약 713km)보다 더 멀고 시즈오카시까지 직선거리와 같다. 또 부산에서 러시아의 하산(약 820km)까지 거리보다도 더 멀고 포시예트까지 직선거리와 같다. 제주특별자치도 제주시에서 함경북도 종성군까지 직선거리는 약 1,070km로 이는 제주에서 중국의 지난(약 925km)이나 톈진(약 1,043km)보다도 더 멀고 일본의 오사카(약 836km)는 물론 하마마쓰(약 1,039km)보다도 더 먼 거리이며 대만의 타이베이(약 1,057km)보다도 더 먼 거리이다.
북한의 수도 평양직할시에서도 함경북도 종성군까지 직선거리는 약 536km나 된다. 이는 평양에서 중국 친황다오, 창춘까지 직선거리와 비슷하다. 같은 함경도인 함경남도 함흥시에서도 함경북도 종성군까지 직선거리는 약 360km나 되며 이는 경상북도 영주시까지 직선거리와 비슷하다. 같은 함경북도인 김책시에서도 종성군까지 직선거리는 약 238km나 된다. 그 정도로 한반도에서 지리적으로 가장 멀리 떨어진 곳 중 하나이다.

## 역사

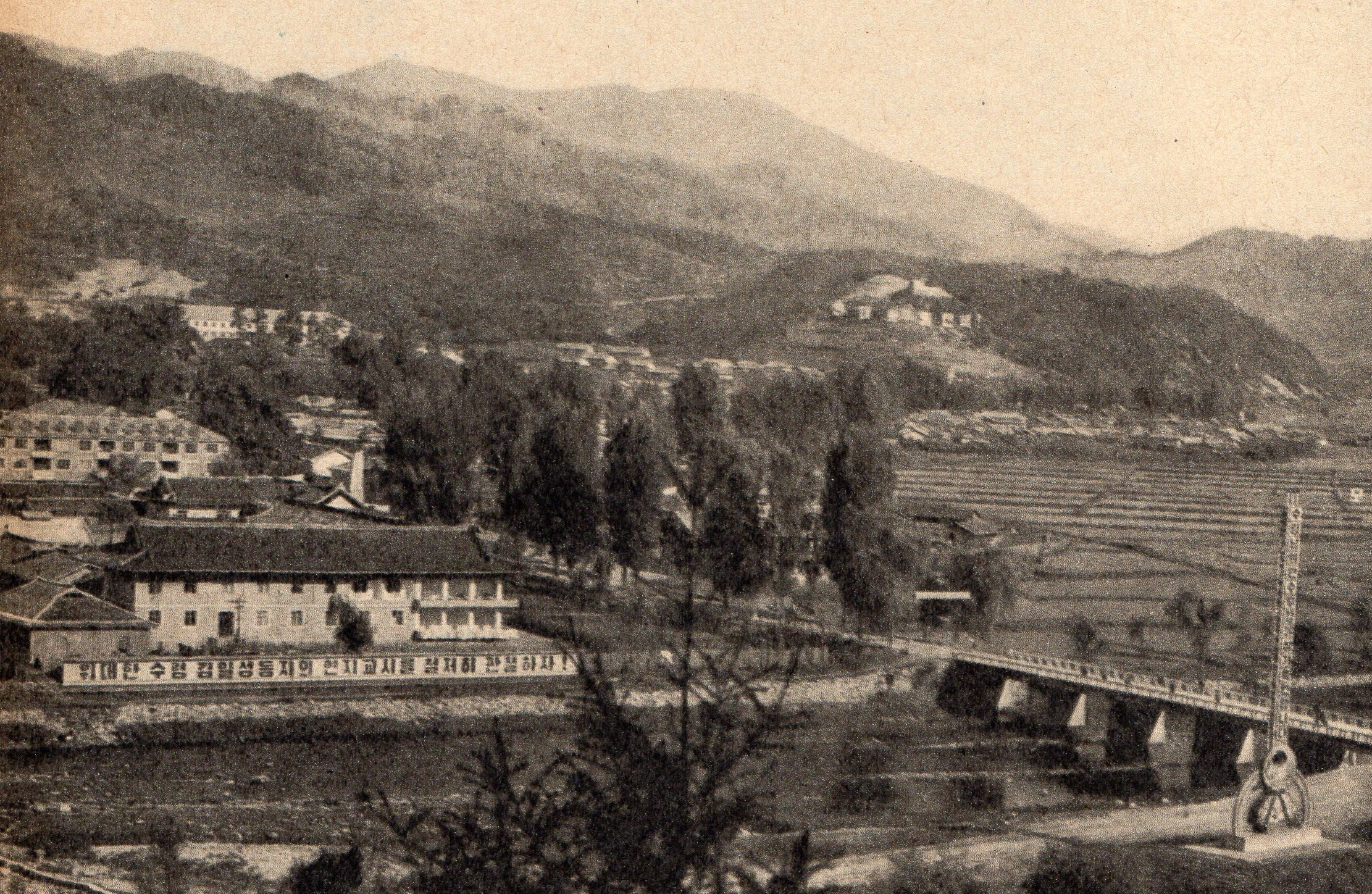
1970년대의 종성

6진 개척 이전에는 여진족들이 들어와 살았으며 이름을 수주(愁州)라고 칭하였다. 세종이 1434년(세종 16년) 알목하에 회령진을 설치한 이듬해 영북본진(寧北本鎭) 또는 백안수소(伯顔愁所)에 처음 종성군을 설치하였다. 1439년(세종 22년) 강가에 들어가 있어 적이 침략해 오는 곳이라 하여 치소를 수주로 옮겼다. 다음해 종성을 도호부로 승격시키고 남계(南界)의 백성들을 이주시켜 개척했다.
- 1945년 해방 당시 : 6개면(종성면, 남산면, 풍곡면, 용계면, 행영면, 화방면)
- 1947년 11월 : 화방면을 경흥군으로 이관하였다.
- 1958년 6월 : 옛 용계면 지역을 경원군으로 이관하였다.
- 1974년 5월 : 옛 종성면·풍곡면과 남산면 북부 지역을 온성군에, 옛 행영면과 남산면 남부 지역을 회령군에 각각 이관하고, 종성군이 폐지되었다.

두만강에 면한 원래의 행정중심지는 종성로동자구로 되어 있다. 행영면 지역에는 옛 행영면 통째로 회령 수용소가 놓여있다.

## 행정구역
종성읍, 산성로동자구, 굴산리, 동관리, 동포리, 락성리, 방원리, 삼벙리, 영강리, 중봉리, 풍계리, 풍천리, 창평리, 행영리

## 관광
- 종성읍성
- 수항루
- 방단진성
- 류진항성
- 풍계절절
- 동건산성
- 동관절
- 홍석기
- 화석층
- 전백옥비
- 풍계원시유적
- 동관원시유적

## 교통
- 함북선이 두만강과 접한 지역을 통했다. 현재 철도가 지났던 지역은 회령시와 온성군에 속해 있다.

1. ↑  문화유물보존연구소 (1966년 5월 25일). 《명승, 고적, 천연 기념물 편람》 초판. 군중문화출판사. 118쪽.